# قصر الصوح
قصر الصوح قصر أثري تاريخي يقع شمال الدرعية في منطقة الرياض وسط المملكة العربية السعودية.

## الوصف
يقع القصر في منتصف شعب الملقى بين شعب الحميضية وأم الغِرْبان٬ في الجهة الشمالية من الشعب٬ ومادة بنائه هي مادة بناء قصر المنسف٬ وهو مربع الشكل٬ طول ضلعه 21 متر. ويقع مدخله في الجهة الجنوبية٬ وهو مزود بأبراج يبدو أنها دائرية٬ عند المدخل وفي الأركان. يبلغ عرض أسوار هذا القصر 110 سم٬ أما عن ارتفاع بقايا جدرانه٬ فتزيد على المترين٬ ولا يلاحظ وجود وحدات سكنية في الداخل.